# Minikosmos

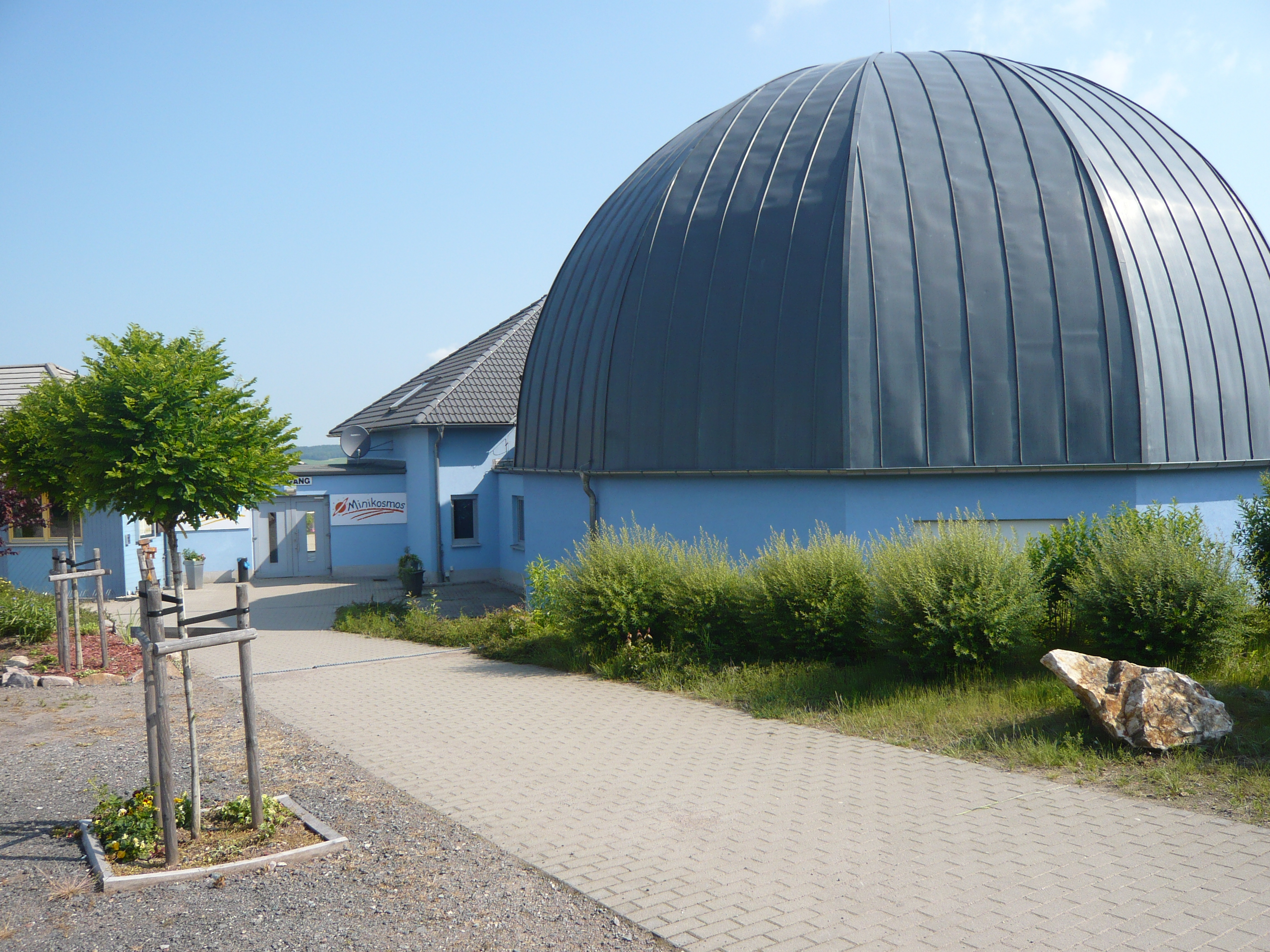
Außenansicht Minikosmos Lichtenstein

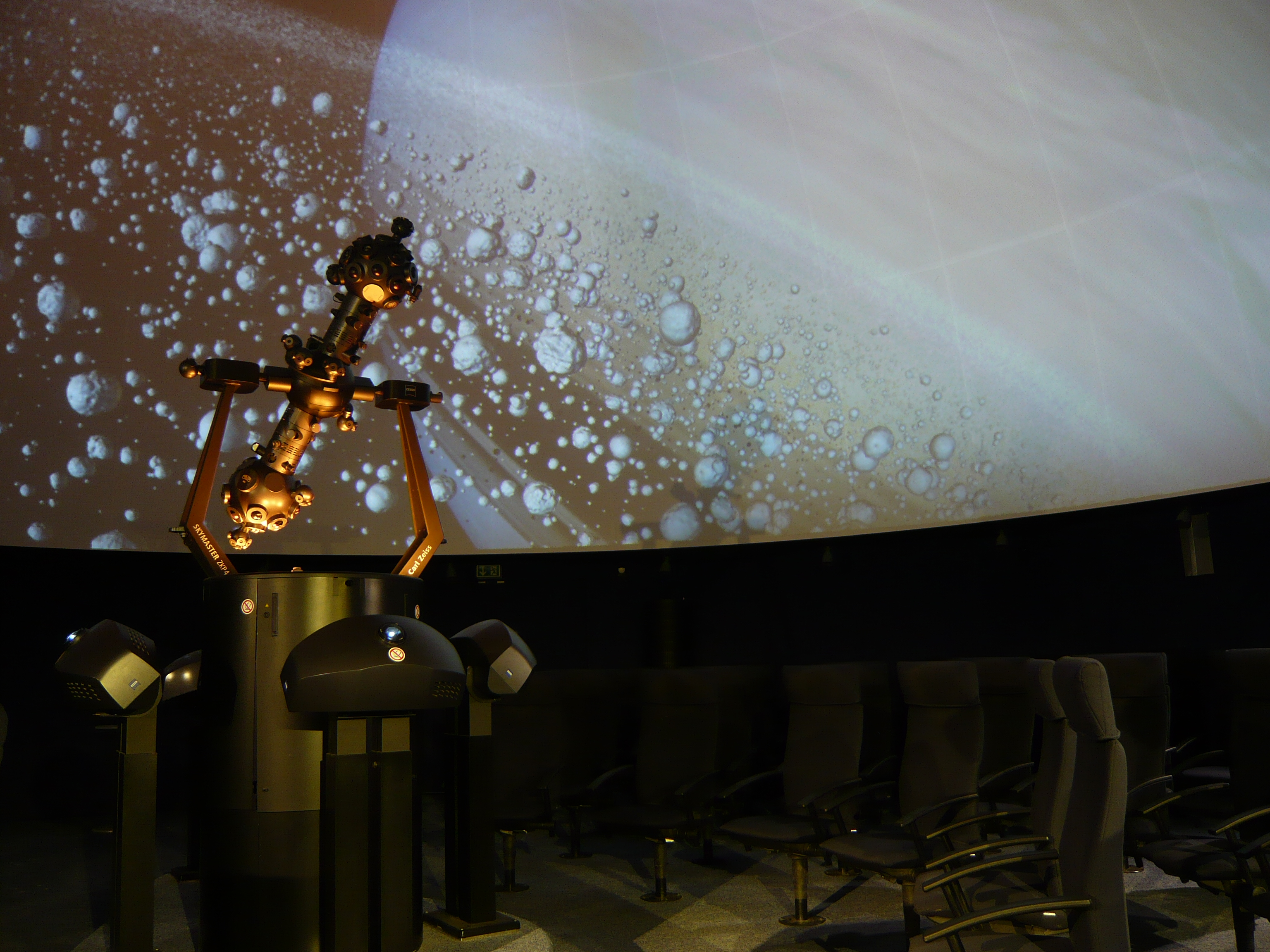
Innenansicht Minikosmos Lichtenstein

Der Minikosmos ist ein Planetarium in Lichtenstein in Sachsen. Es gehört zu den weltweit modernsten Planetarien.

## Geschichte
Der Minikosmos wurde am 26. Januar 2007 eröffnet. Zu diesem Zeitpunkt wurden die drei Programme „Die Entstehung des Lebens“, „Das Zauberriff“ und „Pink Floyd Music-Show“ angeboten. Später kamen die Programme „Abenteuer Raumfahrt“, „Die Reise durch´s Universum“, „Das kleine 1x1 der Sterne“, „Sterne der 4 Jahreszeiten“, „Astronomyths“, „Die Magie des Teleskops - two small piecs of glass“ und am 31. März 2010 „Seven Wonders - die 7 Wunder“ hinzu.

## Technische Daten
Die Innenkuppel des Planetariums hat einen Durchmesser von 12 Metern. Die Kuppel hängt frei an Ketten und ist aus leichtem Aluminium gefertigt, wodurch das Gewicht der Kuppel bei nur 1250 Kilogramm liegt. Die Filme werden in einem 360°-Kino auf eine Fläche von 230 m² projiziert.
Zur Darstellung werden zwei verschiedene Techniken miteinander kombiniert:
- Mit dem ZKP4 von Zeiss kann auf die Kuppel computergesteuert ein Abbild des Sternenhimmels für jeden Beobachtungsort und für jede Zeit projiziert werden.
- Mit dem Powerdom-System werden die Filme mit Hilfe von fünf Beamern als 360°-Filme auf die Kuppel projiziert.

Gesteuert wurde das System ursprünglich durch sechs Computer, einen pro Beamer plus ein Master, welche synchron liefen.
Heute 2019 reicht ein Computer für diese Aufgabe.
Das Planetarium bietet 74 bequeme und drehbare Sitzplätze.